# 시드니 레슬리 굿윈
시드니 레슬리 굿윈(영어: Sidney Leslie Goodwin, 1910년 9월 9일 ~ 1912년 4월 15일)은 RMS 타이타닉 침몰 후 CS 맥케이-베넷호에 의해 수습된 19개월 된 영국의 남자 아기이다. 페어뷰 묘지에 있는 굿윈의 묘비에는 "1912년 4월 15일 타이타닉호 참사 이후 유해가 수습된 무명의 아이를 추모하기 위해 세워졌다"고 쓰여 있다.

## 생애

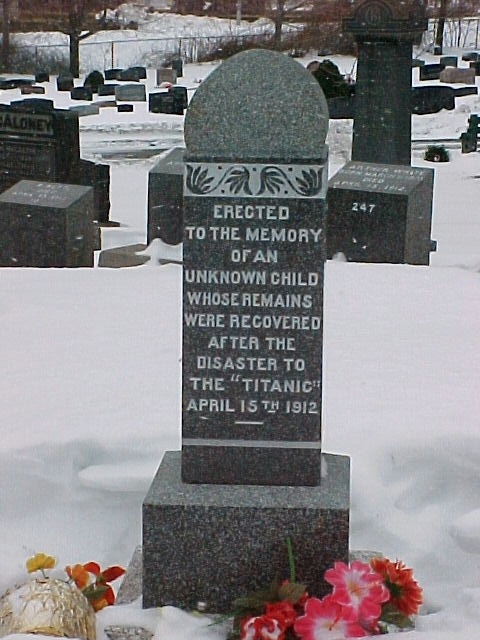
신원 확인 전인 2002년 페어뷰 묘지에 있는 알려지지 않은 아이의 무덤

시드니 레슬리 굿윈은 1910년에 잉글랜드의 윌트셔 멜크셤에서 태어났다. 아버지 프레더릭 조지프(영어: Frederick Joseph)와 어머니 오거스타 굿윈(영어: Augusta Goodwin) 사이에는 이미 릴리언, 찰스, 윌리엄, 제시, 해럴드라는 5명의 아이들이 있었으며, 시드니는 막내였다. 프레드릭의 친형 토머스는 이미 잉글랜드를 떠나 미국 나이아가라폴스에 정착했다. 토머스는 동생에게 편지를 쓰고 이곳에 발전소 개설을 위해 미국에서 일할 것을 권유했다. 프레드릭과 오거스타는 6명의 아이들을 데리고 미국으로의 이주 준비를 하였다. 가족은 사우샘프턴에서의 SS 뉴욕의 3등 객석을 예약했지만 석탄 파업이 일어나 예약은 취소되었다. 그래서 가족은 사우샘프턴에서 타이타닉 호의 3등 선실에 승선했다. 항해중인 가족의 동향에 대해서는 거의 알려져 있지 않다. 단, 가족은 선내에서 성별에 따라 분리된 두 곳으로 나누어 승선하고 있었다. 아버지 프레드릭과 형들은 뱃머리 부분에 승선하고 어머니 오거스타과 누나 2명, 그리고 어린 시드니는 선미 부분에 승선했다. 또한 형 중 해럴드는 같은 3등 선실에 승선하고 있던 프랭크 존 윌리엄 골드스미스와 친해져 함께 보내는 일이 많았다고 한다. 역사가 월터 로드는 저서 《The Night Lives On》에서 굿윈 일가에 대해 1장 (What Happened to the Goodwins?)을 할애하고 있다.

## 신원 불명 아동
남자 아기의 시신은 1912년 4월 17일 CS 맥케이-베넷호에 의해 발견되었다. 당시의 기록에는 다음과 같이 적혀 있다.

NO. 4 - MALE - ESTIMATED AGE, 2 - HAIR, FAIR.
CLOTHING - Grey coat with fur on collar and cuffs; brown serge frock; petticoat; flannel garment; pink woolen singlet; brown shoes and stockings.
No marks whatever.
PROBABLY THIRD CLASS

매케이-베넷 호의 선원들은 정체 불명의 남자 아기의 시신을 목격하고 크게 충격받았다. 그들은 돈을 내고 기념물을 건설하고 남아는 1912년 5월 4일에 노바스코샤주의 핼리팩스에 있는 페어뷰 묘지에 안장되었다. 남아의 묘비에는 선원들에 의해 '우리 아기'(Our Babe)라고 적혀졌다. 2002년 이전에는 시드니를 단순히 "신원 불명아"라고 했다. 시신은 2세 전후의 소년으로 판정되었으며, 스웨덴 출신으로 사고 당시 2세인 예스타 폴손(Gösta Pålsson) 또는 아일랜드 출신으로 역시 사고 당시 2세였던 유진 라이스(Eugene Rice)로 추정되고 있었다.

## 감정

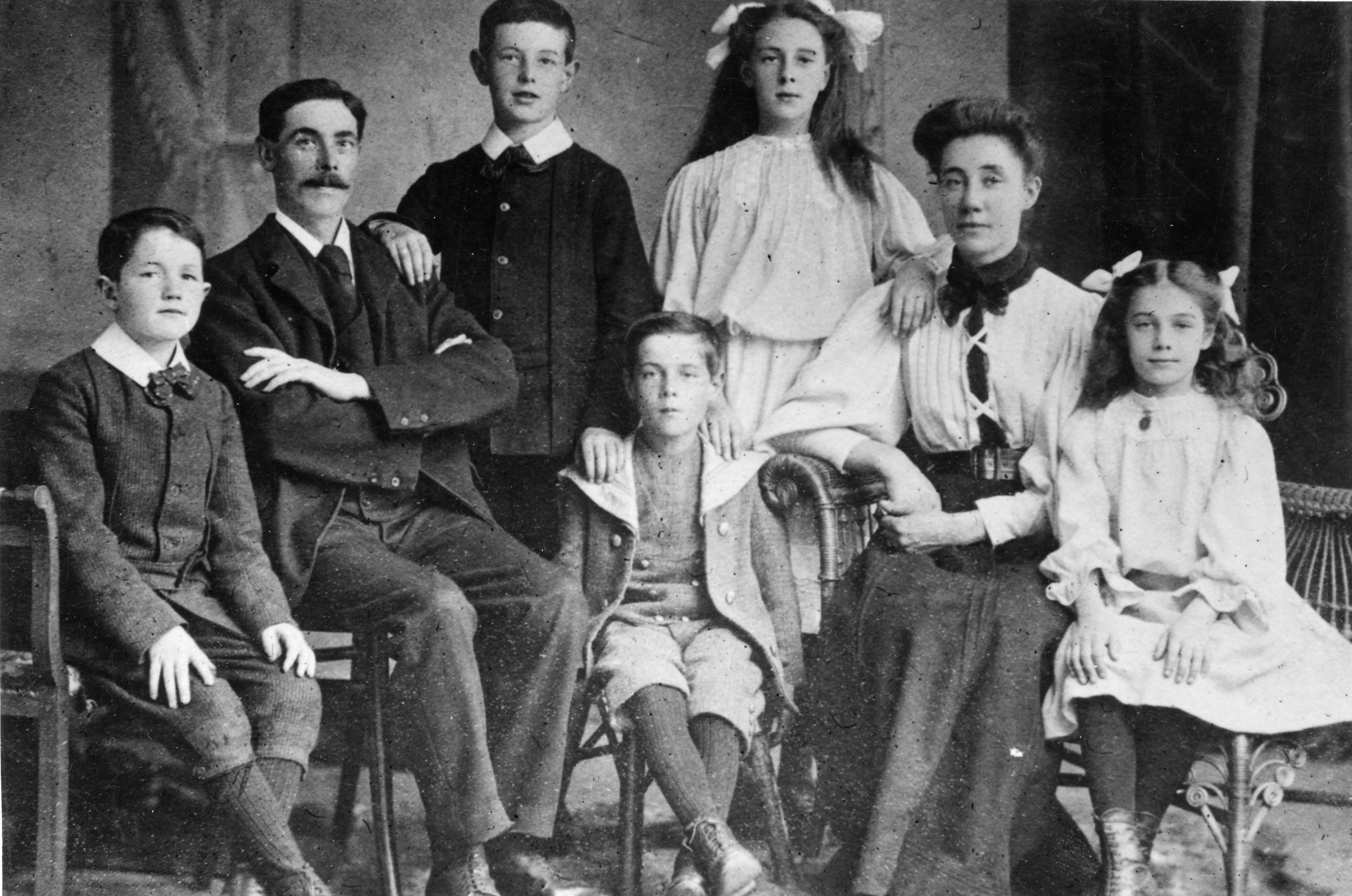
굿윈 가족. 왼쪽에서 오른쪽으로: 윌리엄, 프레드릭, 찰스, 릴리언, 오거스타, 제시. 그 중심에 해럴드가 있다. 시드니는 없다. 굿윈 가족 모두 침몰로 죽었다.

미국의 방송국 PBS는 텔레비전 시리즈 《시크릿츠 오브 더 데드》에서 처음에는 사고 당시 13개월 핀란드 남자 아기 에이노 파눌라의 3개의 치아와 풍화된 뼈 조각에서 추출한 DNA를 기반으로 감정했다. 그러나 캐나다의 레이크헤드 대학교의 연구자들이 미토콘드리아 DNA의 분자 배열의 감정 방법을 발견하고 다른 "신원 불명아"였던 파눌라 일족의 DNA 분자 배열이 일치하지 않는 것을 발견했다. DNA는 발굴한 시신에서 추출한 당시 생존해 있던 시드니의 어머니의 친척의 도움으로 다시 감정되었다. 그리고 "신원 불명아"는 시드니 레슬리 굿윈이며, 2007년 7월 30일에 결과가 보도되었다.
시드니는 타이타닉의 사고로 사망한 많은 아이들의 상징적 존재가 되었다. 또한 2002년에는 그가 신고 있던 신발 1켤레가 사고 당시 타이타닉 피해자의 시신과 착의의 경비에 임하고 있던 핼리팩스 경찰관의 자손에 의해 현지 대서양 해양 박물관에 기증되어 있다.